# 1908
1908 (MCMVIII) je bilo prestopno leto, ki se je po gregorijanskem koledarju začelo na sredo.

## Dogodki
- 1. januar - Ernest Shackleton odpluje na prvo antarktikčno odpravo.
- 24. januar - Robert Baden-Powell izda knjižico Scouting for Boys z opisom skavtstva.
- 1. februar - republikanski morilec izvede atentat na portugalskega kralja Karlosa I. in njegovega najstarejšega sina, princa Luísa Filipeja v Lizboni.
- 12. februar - začetek prve avtomobilske dirke okrog sveta s štartom v New Yorku in ciljem v Parizu.
- 8. marec - v New Yorku potekajo prve organizirane množične demonstracije za pravice žensk.
- 21. marec - letalec Léon Delagrange izvede prvi potniški polet z letalom v zgodovini.
- 31. marec - prebivalce Avč na severozahodu Slovenije prestraši meteorit, ki pade v bližini.
- 21. april - Frederick Cook na ta dan po lastnih trditvah doseže severni tečaj (trditev ni splošno priznana).
- 27. april – 31. oktober - v Londonu potekajo poletne olimpijske igre, najdaljše olimpijske igre moderne dobe.
- 26. maj - pri kraju Masdžid Solejman v Perziji (današnji Iran) odkrijejo prvi velik izvir surove nafte na Srednjem vzhodu.
- 30. junij - eksplozija nad Tungusko v Sibiriji.
- 3. julij - z mladoturško revolucijo se začne drugo ustavno obdobje v Osmanskem cesarstvu.
- 6. julij - raziskovalec Robert Peary odpluje proti severnemu tečaju.
- 8. avgust - Wilbur Wright izvede prvo demonstracijo nadzorovanega poleta motornega letala v Evropi.
- 17. avgust - francoski karikaturist Émile Cohl izdela prvi animirani film, Fantasmagorie.
- 17. september - Thomas Selfridge postane prvi človek, ki je umrl v strmoglavljenju letala. Pilot Orville Wright je hudo ranjen, a preživi.
- 20. september - nemški vojaki v Ljubljani streljajo na demonstrante, ki so se zbrali v podporo Družbe svetega Cirila in Metoda, in ubijejo Ivana Adamiča ter Rudolfa Lundra. Dogodek velja za pomemben korak h prebujanju slovenske narodne zavesti.
- 27. september - podjetje Ford Motor Company izdela prvi model T.
- 5. oktober - Ferdinand I. Bolgarski razglasi neodvisnost Bolgarije od Osmanskega cesarstva in se okliče za kralja.
- 6. oktober - Avstro-Ogrska razglasi priključitev Bosne in Hercegovine ter sproži politično krizo, ki prispeva k izbruhu prve svetovne vojne.
- 15. november - Leopold II. Belgijski prepusti oblast nad Svobodno državo Kongo Belgiji po razkritju številnih nepravilnosti v administraciji.
- 16. december - pričetek gradnje prekooceanke RMS Olympic.
- 28. december - za posledicami cunamija, ki opustoši Messino, Sicilijo in Kalabrijo v Italiji, umre več kot 70.000 ljudi.

## Rojstva
- 9. januar - Simone de Beauvoir, francoska pisateljica, filozofinja in feministka († 1986)
- 15. januar - Edward Teller, ameriški fizik madžarskega rodu († 2003)
- 18. januar - Princesa Sibyla Saxe-Coburg-Gothska († 1972)
- 22. januar - Lev Davidovič Landau, ruski fizik, nobelovec († 1968)
- 10. marec - Lado Ambrožič-Novljan,  slovenski partizan, komunist in general († 2004)
- 12. marec - Ivan Maček, slovenski partizan, komunist in general († 1993)
- 14. marec - Maurice Merleau-Ponty, francoski filozof († 1961)
- 1. april - Abraham Maslow, ameriški psiholog († 1970)
- 5. april - Herbert von Karajan, avstrijski dirigent († 1985)
- 28. april - Oskar Schindler, nemški industrialec († 1974)
- 1. maj - Giovanni Guareschi, italijanski novinar in pisatelj († 1968)
- 14. maj - Mohamed Ajub Kan, pakistanski maršal in politik († 1974)
- 23. maj - John Bardeen, ameriški fizik, nobelovec († 1991)
- 28. maj - Ian Fleming, angleški pisatelj in obveščevalec († 1964)
- 30. maj - Hannes Olof Gösta Alfvén, švedski elektroinženir in astrofizik, nobelovec († 1995)
- 24. junij - Artjom Izakovič Alihanjan, ruski fizik († 1978)
- 25. junij - Willard Van Orman Quine, ameriški filozof in logik († 2000)
- 26. junij - Salvador Allende, čilenski politik († 1973)
- 7. julij - Evert Willem Beth, nizozemski logik, filozof in matematik († 1964)
- 16. avgust - Gerald Maurice Clemence, ameriški astronom († 1974)
- 27. avgust - Lyndon B. Johnson, ameriški politik († 1973)
- 28. avgust - Ludvik Čepon, slovensko-ameriški filozof, župnik in profesor teologije († 1985)
- 2. september - Valentin Petrovič Gluško, ruski raketni inženir († 1989)
- 3. september:
  - Lev Semjonovič Pontrjagin, ruski matematik († 1988)
  - Franc Raztočnik, slovenski zborovodja in organist († 1989)
- 18. september - Viktor Amazaspovič Ambarcumjan, armenski astronom in astrofizik († 1996)
- 15. september - Miško Kranjec, slovenski pisatelj († 1983)
- 25. september - Anton Peterlin, slovenski fizik († 1993)
- 15. oktober - John Kenneth Galbraith, ameriški ekonomist († 2006)
- 16. oktober - Enver Hoxha, albanski politik in diktator († 1985)
- 23. oktober - Ilja Mihajlovič Frank, ruski fizik, nobelovec († 1990)
- 4. november - Joseph Rotblat, poljsko-britanski fizik, nobelovec († 2005)
- 28. november - Claude Lévi-Strauss, francoski etnolog, antropolog, sociolog in filozof († 2009)
- 4. december - Alfred Hershey, ameriški bakteriolog in genetik, nobelovec († 1997)
- 31. december - Simon Wiesenthal, avstrijski lovec na naciste († 2005)

## Smrti
- 3. januar - Charles Augustus Young, ameriški astronom in astrofizik (* 1834)
- 1. februar - Karlos I., portugalski kralj (* 1863)
- 26. april - Karl Möbius, nemški zoolog in ekolog (* 1825)
- 26. maj - Mirza Gulam Ahmad, indijski islamski reformator, ustanovitelj verskega gibanja ahmadijancev (* 1835)
- 8. junij - Nikolaj Rimski-Korsakov, ruski skladatelj in dirigent (* 1844)
- 24. junij - Grover Cleveland, ameriški odvetnik in politik, dvakratni predsednik ZDA (* 1837)
- 22. julij - sir Randal Cremer, angleški mizar, politik in pacifist, nobelovec (* 1828)
- 25. avgust - Antoine Henri Becquerel, francoski fizik, nobelovec (* 1852)
- 5. november - Andrew Graham, irski astronom (* 1815)
- 15. november - Cixi, kitajska cesarica (* 1835)
- 20. december - Benjamin Ipavec, slovenski skladatelj in zdravnik (* 1829)

## Nobelove nagrade
- Fizika - Gabriel Lippmann
- Kemija - Ernest Rutherford
- Fiziologija ali medicina - Ilja Iljič Mečnikov, Paul Ehrlich
- Književnost - Rudolf Christoph Eucken
- Mir - Klas Pontus Arnoldson, Fredrik Bajer